# Янсон, Николай Михайлович
Никола́й Миха́йлович Я́нсон (24 ноября (6 декабря) 1882, Петербург — 20 июня 1938 Москва) — эстонский революционер, советский партийный и государственный деятель. Член ЦИК СССР 4—7 созывов.

## Биография
Отец Николая Янсона, Михкель Янсон, родился на острове Эзеле в Лифляндской губернии (ныне остров Сааремаа в Эстонии). Николай Янсон родился в Петербурге, где его отец работал плотником. Учился в церковно-приходской и Кронштадтской портовой школе. С 1901 работал рабочим-металлургом.
В 1905 году вступил в РСДРП, большевик. Член Ревельского комитета РСДРП(б). В ноябре 1905 года — председатель Ревельского совета рабочих депутатов. В 1906 году арестован и сослан в Тобольскую губернию, бежал. Вёл партийную работу в Петербурге и Ревеле. В 1907 году уехал в США, секретарь Социалистической федерации эстонских рабочих. В июне 1917 вернулся в Ревель, товарищ председателя городской управы, член Северо-Балтийского бюро ЦК РСДРП(б).
Участвовал в установлении Советской власти в Эстляндии. После того как в феврале 1918 года Эстония была оккупирована германскими войсками, Янсон был арестован и выслан в РСФСР.
В 1918-1921 годах директор завода, затем председатель Самарского губернского профсовета. В 1921-1923 — председатель Московского районного отдела и секретарь ЦК союза металлистов.
Избирался делегатом IX, XII-XVI съездов РКП(б)/ВКП(б). На XII—XVI съездах партии избирался членом Центральной контрольной комиссии РКП(б)/ВКП(б) (ЦКК), в 1923-1927 годы секретарь ЦКК, в 1923-1934 годы член Президиума ЦКК. Был секретарём ВЦИК и ЦИК СССР. На XVII съездe ВКП(б) — член Центральной ревизионной комиссии ВКП(б). В 1927-1930 секретарь Партколлегии ЦКК ВКП(б), руководил чисткой партийных рядов от троцкистов и других представителей оппозиции.
В 1925—1928 заместитель народного комиссара рабоче-крестьянской инспекции СССР. В 1928 году Янсон обратился с письмом к И. В. Сталину, в котором предлагал использовать труд уголовников в освоении отдаленных территорий, на земляных работах крупных строек, на заготовке леса. Вместе с наркомом внутренних дел РСФСР В. Н. Толмачёвым и зампредом ОГПУ Г. Г. Ягодой выступил с предложением «перейти от системы ныне действующих мест заключения к системе концлагерей, образованных по типу лагерей ОГПУ».
В 1928—1930 годы — народный комиссар юстиции РСФСР. В 1930—1931 годы заместитель председателя Совета народных комиссаров РСФСР.
С 30 января 1931 года — народный комиссар водного транспорта СССР. 13 марта 1934 понижен до заместителя наркома по морской части. В июле 1935 потерял и этот пост. С октября 1935 — заместитель начальника Главного управления Севморпути при СНК СССР. Награждён орденом Красной Звезды (27.06.1937).
Арестован 6 декабря 1937 года. Во время следствия допрашивался шесть раз. Против него было выдвинуто обвинение в участии в антисоветской эстонской шпионско-диверсионной организации. Признал себя виновным. 20 июня 1938 года приговорен ВКВС к смертной казни. Расстрелян в тот же день.
Реабилитирован в декабре 1955 года.

## Семья
Первая жена — Берта Юрьевна, вторая жена (с 1921) — Петрулевич Лидия Фёдоровна (Фридриховна).